# Filippo Dini
Filippo Dini (Genova, 7 aprile 1973) è un attore e regista teatrale italiano.

## Biografia
Muove i primi passi presso l'Associazione per la Ricerca Teatrale di Genova e dal 1994 al 1996 è allievo della scuola del Teatro Stabile di Genova. Nel 1998 fonda la compagnia teatrale Gloriababbi Teatro. Negli anni successivi è protagonista in tournée teatrali lavorando con Giampiero Rappa, Fausto Paravidino, Giorgio Barberio Corsetti, Carlo Cecchi, Valerio Binasco, Luca Barbareschi e Paolo Magelli.
Nel 2013 è protagonista a teatro de Il discorso del re diretto da Luca Barbareschi, col quale vince il Premio Le Maschere del Teatro Italiano ed è candidato al premio Premio Ubu.
Come regista nel 2015 cura l'Ivanov di Čechov, con cui vince il Premio Le Maschere del Teatro Italiano per il miglior regista.
Nel 2017 è regista dell'adattamento teatrale de La guerra dei Roses, con Ambra Angiolini e Matteo Cremon, portato in tournée nei teatri italiani nei due anni successivi. Nello stesso anno dirige Rosalind Franklin. Il segreto della vita, con cui Asia Argento debutta in teatro.
Al cinema lavora tra gli altri in Tu ridi dei fratelli Taviani, La via degli angeli di Pupi Avati, Antonia. di Ferdinando Cito Filomarino, Mia madre di Nanni Moretti e Né Giulietta né Romeo di Veronica Pivetti.
In televisione partecipa come attore a varie serie tv, fra le quali Pietro Mennea. La freccia del Sud di Ricky Tognazzi, Un passo dal cielo, Il giovane Montalbano, Distretto di Polizia 1-2-11, Nebbie e delitti, Diritto di difesa, Casa famiglia, Blanca e tra il 2016 e il 2023 è inoltre fra i protagonisti della serie tv Rocco Schiavone con Marco Giallini, nella quale interpreta il ruolo del procuratore Maurizio Baldi.
Nel dicembre 2023 viene nominato direttore artistico della Fondazione Teatro Stabile del Veneto - Teatro Nazionale dal presidente Giampiero Beltotto.

## Filmografia

### Cinema
- Caro domani, regia di Mariantonia Avati (1999)
- Mia madre, regia di Nanni Moretti (2015)
- Antonia., regia di Ferdinando Cito Filomarino (2015)
- Né Giulietta né Romeo, regia di Veronica Pivetti (2015)
- Brutti e cattivi, regia di Cosimo Gomez (2017)
- Amori che non sanno stare al mondo, regia di Francesca Comencini (2017)
- Made in Italy, regia di Luciano Ligabue (2018)
- L'uomo del labirinto, regia di Donato Carrisi (2019)
- America Latina, regia di Damiano e Fabio D'Innocenzo (2021)

### Televisione
- Ultimo - La sfida, regia di Michele Soavi – miniserie TV (1999)
- Giornalisti – serie TV (2000)
- Per amore per vendetta, regia di Mario Caiano – miniserie TV (2001)
- Il giovane Montalbano – serie TV, episodio 1x03 (2012)
- Un passo dal cielo – serie TV, episodio 2x02 (2012)
- Pietro Mennea - La freccia del Sud, regia di Ricky Tognazzi – miniserie TV (2015)
- Rocco Schiavone – serie TV, 21 episodi (2016-2025)
- Blanca – serie TV, 3 episodi (2021)

## Teatro
- Take me away (Portami via) di Gerard Murphy, regia di Filippo Dini (2006)
- Rottami di e con Emanuela Guaiana, regia di Filippo Dini (2012)
- Ivanov di Anton Čechov, regia di Filippo Dini (2015)
- Il borghese gentiluomo di Molière, regia di Filippo Dini (2016-2017)
- Rosalind Franklin. Il segreto della vita, regia di e con Filippo Dini (2017)
- La guerra dei Roses, regia di Filippo Dini (2017)
- Regalo di Natale, regia di Marcello Cotugno (2017)
- Così è (se vi pare) di Luigi Pirandello, regia di e con Filippo Dini (2018-2019)
- Anfitrione, regia di Filippo Dini (2019)
- Misery, regia di e con Filippo Dini (2019)
- Locke, regia di Filippo Dini (2020)
- Casa di bambola, di Henrik Ibsen, regia di e con Filippo Dini (2021)
- Il crogiuolo, di Arthur Miller, regia di e con Filippo Dini (2022)
- Agosto a Osage County, di Tracy Letts, regia di e con Filippo Dini (2023)
- I parenti terribili, di Jean Cocteau, regia di e con Filippo Dini (2024)

## Riconoscimenti
- Premio Le Maschere del Teatro Italiano 2011 — Migliore attore non protagonista[10]
- Premio Ubu 2013 — Candidatura a migliore attore protagonista[3]
- Premio Golden Graal 2013 — Migliore attore[11]
- Premio Persefone 2013 — Candidatura a migliore attore di prosa[12]
- Premio Hystrio-Anct 2014 — Al percorso artistico[13]
- Premio Le Maschere del Teatro Italiano 2016 — Miglior regista
- Premio Flaiano per il teatro 2023 — Migliore regista per Il crogiuolo di Arthur Miller[14]